# 百冨芽衣
百冨 芽衣（ひゃくどみ めい、9月30日 - ）は、日本の女性声優。マウスプロモーション所属。山口県出身。

## 経歴
専門学校 東京声優アカデミーの声優養成科を経て、2019年、マウスプロモーション付属俳優養成所に入所。2021年4月1日、マウスプロモーションに所属。

## 人物
好きな好物はトンカツと塩おにぎりとお酒。趣味は歌、ダンス、お絵描き。特技はモノマネ、毛玉取り。方言は山口弁、北九州弁。

## 出演作品

### テレビアニメ
- アイカツプラネット!（2021年、アイドル）
- 東京卍リベンジャーズ（2021年、女性E）
- アン・シャーリー（2025年、教会の女の子たち[4]）

### ゲーム
- ファイアーエムブレム無双 風花雪月（2022年）

### 吹き替え

#### 映画
- ゾンビーズ3（ブリ―）
- ナイトメア・アリー
- パーフェクト・ペアリング（カイリー）
- ファンタジー・アイランド
- ワイルド・スピード（カミーユ）※ザ・シネマ版

#### ドラマ
- アンバー・ブラウン
- イコライザー（メル）
- エミリー、パリへ行く
- 9月の朝 〜カサンドラの物語〜（イヴァーナ、ペドリータ、ジャナ）
- シカゴ・メッド
- 捜査官カタリーナ・フス
- デッド・トゥー・ミー 〜さようならの裏に〜
- ヘレーネ&トーマス 〜バディ潜入捜査〜（テューラ）
- 僕の失恋サバイバル術（ソニア）
- ミレニアル・ガールズ〜ロンドン無計画ライフ〜（ラヴィーナ）
- わかっていても（ユンジ）

#### テレビ番組
- ブリティッシュ ベイクオフ（ルビー）

#### アニメ
- キフ（ディア先生、メリー・バンス）
- 卓球少女 -閃光のかなたへ-（三姉妹〈長女〉[5]）
- 百妖譜（男の子）
- ぼくケルプ 〜うみのユニコーン〜（レッドママ、売り子、ヒトデ）